# Маньеризм

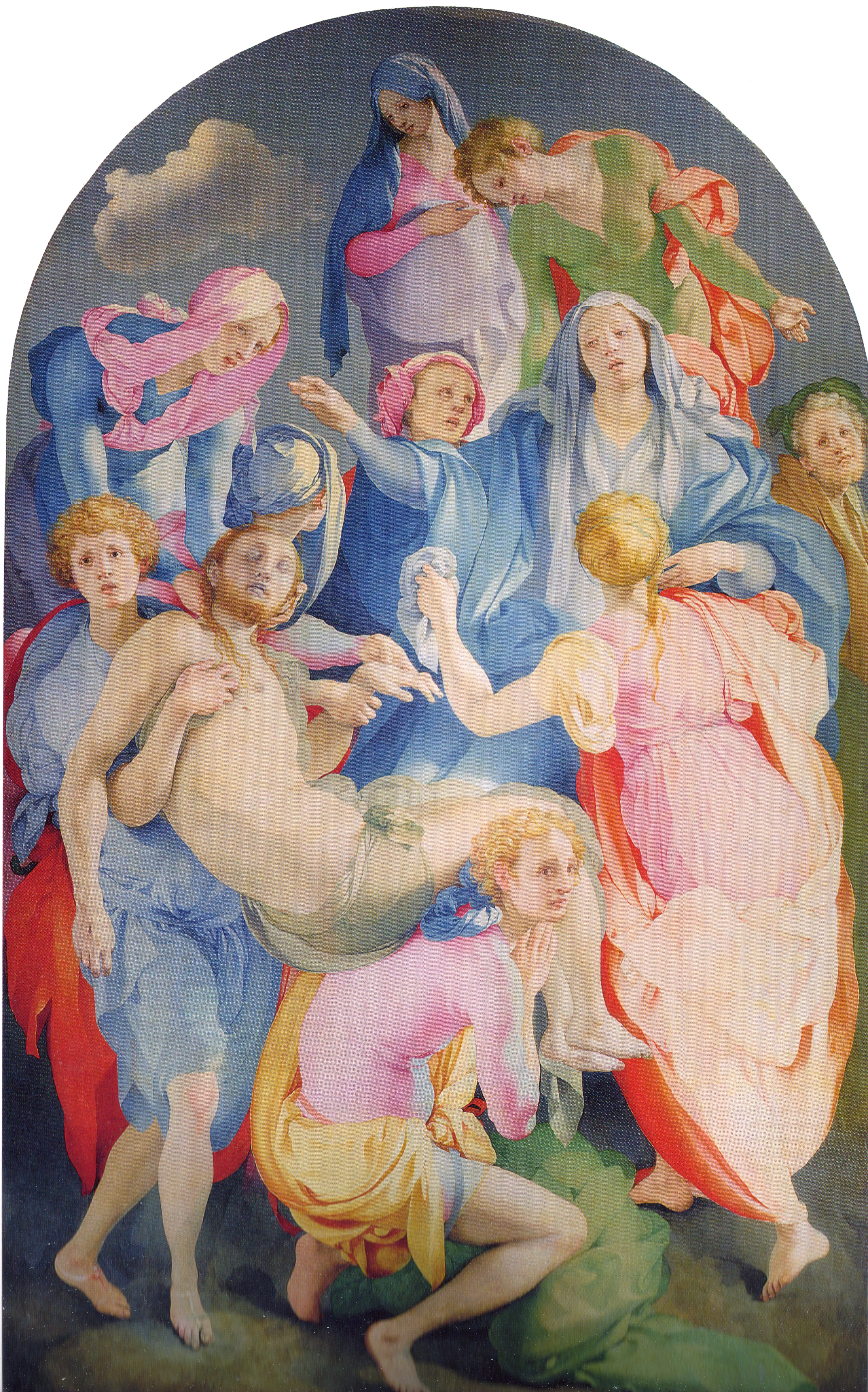
Якопо Понтормо. Снятие с креста. 1526—1528. Флоренция, Санта Феличита

Маньери́зм (итал. manierismo, от maniera — манера, образ действия, приём, обхождение, вычурность) — течение в западноевропейском искусстве 1520—1590-х годов. Характеризуется утратой ренессансной гармонии между телесным и духовным, природой и человеком.
Эстетика маньеризма складывалась в обстановке экономического и политического кризиса Италии, а также кризиса идеалов итальянского Возрождения, неясности дальнейших путей развития после чрезмерно интенсивного и насыщенного шедеврами искусства римского классицизма первой трети XVI века. Венецианские живописцы того времени обозначали современное им искусство термином «новая манера» (ит. maniera nuova). Дж. Вазари в своих «Жизнеописаниях» (1550) использует термин «maniera» (понятие «стиль» появилось только во Франции в конце XVII века). Термин «маньеризм» впервые употребил в 1789 году итальянский аббат и историк искусства Луиджи Ланци.
Многие исследователи, например М. Дворжак, А. Варбург, Г. Вёльфлин, Э. Панофский, не склонны считать маньеризм художественным стилем по причине отсутствия характерных формальных носителей. Согласно одной из концепций в маньеризме видят раннюю фазу стиля барокко. Согласно другой, маньеризм и барокко во второй половине XVI века складывались почти одновременно и далее развивались параллельно, вплоть до XVII столетия, когда в Италии окончательно стал доминировать барочный стиль, прежде всего в архитектуре. В странах Северной Европы этот процесс развивался позднее, отчего позднеготические, ренессансные, маньеристичные и барочные элементы образовывали причудливое соединение.
Существует и расширенное толкование понятия «маньеризм» как выражения формотворческого, «претенциозного» начала в искусстве на разных стадиях культурного развития — от античности до современности.

## Общая характеристика

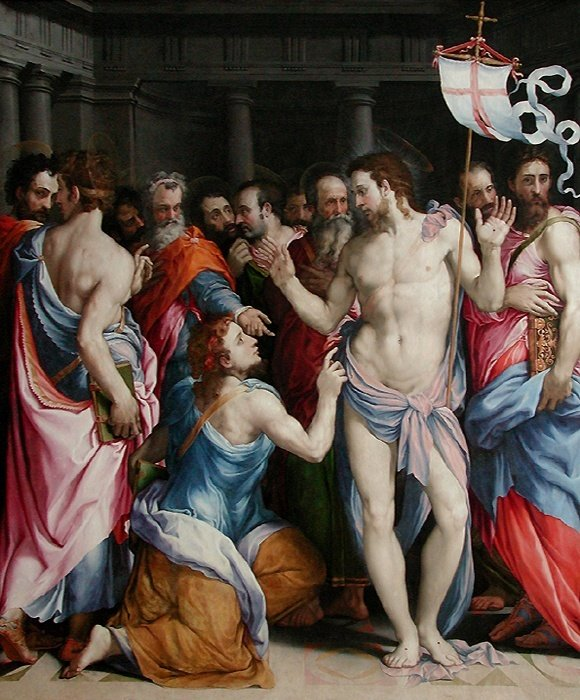
Франческо Сальвиати. Неверие Св. Фомы. Ок. 1543—1547. Париж, Лувр

Маньеризм как художественное течение сформировался в Италии (основными художественными центрами нового искусства (ит. maniera nuova) были Флоренция, Мантуя и Рим), а затем получил распространение во Франции и в странах Северной Европы.
Идеология и эстетика маньеризма были порождены кризисными явлениями в общественно-политической сфере, характерными для позднего Возрождения с его социальной, моральной и религиозной неустойчивостью; иногда начальную фазу маньеризма связывают с разграблением Рима в 1527 году ландскнехтами императора Карла V (ит. Sacco di Roma). Город был разорён, многие художники погибли, другие бежали из Италии. Однако главное заключается в том, что маньеристские тенденции в разных видах и жанрах искусства отразили новые поиски в искусстве в обстановке всеобщей растерянности. Если в стиле барокко постепенно складывались новые принципы формообразования, то художники-маньеристы в буквальном смысле эксплуатировали найденные мастерами Высокого Возрождения изобразительные формы, композиционные приёмы и манеру выполнения (поэтому и не создали оригинального стиля). Чаще всего они не видели новых путей развития, хотя создавали выдающиеся произведения, поскольку достигнутый ранее художественный уровень, по определению Б. Р. Виппера, «был необычайно высок».

## Маньеризм в изобразительном искусстве

### Стилевые особенности
Характерными особенностями маньеризма принято считать повышенный спиритуализм, сочетающийся с не менее сублимированным эротизмом или, напротив, подчёркнуто противопоставленный ему, взвинченность и изломанность линий (итал. forzato — принуждённый, насильственный), в частности, частое использование так называемой «змеевидной» линии (итал. linea serpentinata), удлинённость или даже деформированность фигур, напряжённость поз (по определению Б. Р. Виппера, «немотивированность поз движением»), необычные или причудливые эффекты, связанные с разномасштабностью фигур, освещением или усиленной перспективой, использование резкой, контрастной цветовой палитры, перегруженность композиции деталями. Эстетическое и формообразующее значение «змеевидной линии» обосновал историограф и теоретик маньеризма Джан Паоло Ломаццо в «Трактате об искусстве живописи» (1584). Другим теоретиком маньеризма был архитектор и живописец Федерико Цуккаро.

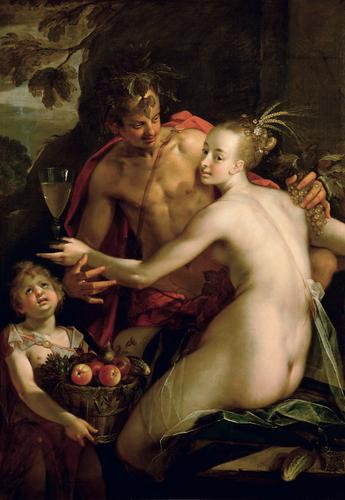
Ханс фон Аахен. Вакх, Церера и Купидон. Вена, Художественно-исторический музей

М. Фридлендер в качестве типичных признаков маньеристической живописи выделял пристрастие к:
- удлинённым фигурам;

- экзотическим костюмам персонажей;

- аффективным жестам;

- ярким, контрастным тонам.

### Живопись
К живописцам маньеризма относят Франческо Пармиджанино, Якопо Понтормо, Джованни Баттисту Нальдини, Джорджо Вазари, Джулио Романо, Джузеппе Арчимбольдо, Бронзино, Россо Фьорентино, Франческо Сальвиати, Доменико Беккафуми, Алессандро Аллори, Артемизию, Жана Дюве, Орацио Джентилески. Маньеристические тенденции прослеживаются у учеников и последователей Рафаэля, у художников поздней венецианской школы — Тинторетто и Тициана. Некоторые исследователи видят элементы маньеризма в позднем творчестве Микеланджело. За пределами Италии маньеризм представлен школой Фонтенбло во Франции, рядом нидерландских художников XVI века (многие из них восприняли идеи маньеризма, побывав в Италии) и Эль Греко в Испании). Маньеризм интенсивно развивался в Праге, при дворе императора Рудольфа II (Б. Шпрангер, Ханс фон Аахен).

### Скульптура
В ваянии представителями маньеризма были Бартоломео Амманнати и Джамболонья, в чьём искусстве, оказавшем огромное влияние на его современников, сочетаются причудливость поз с изысканной плавностью и элегантностью форм. К ведущим скульпторам-маньеристам относят Бенвенуто Челлини.

## Маньеризм в архитектуре

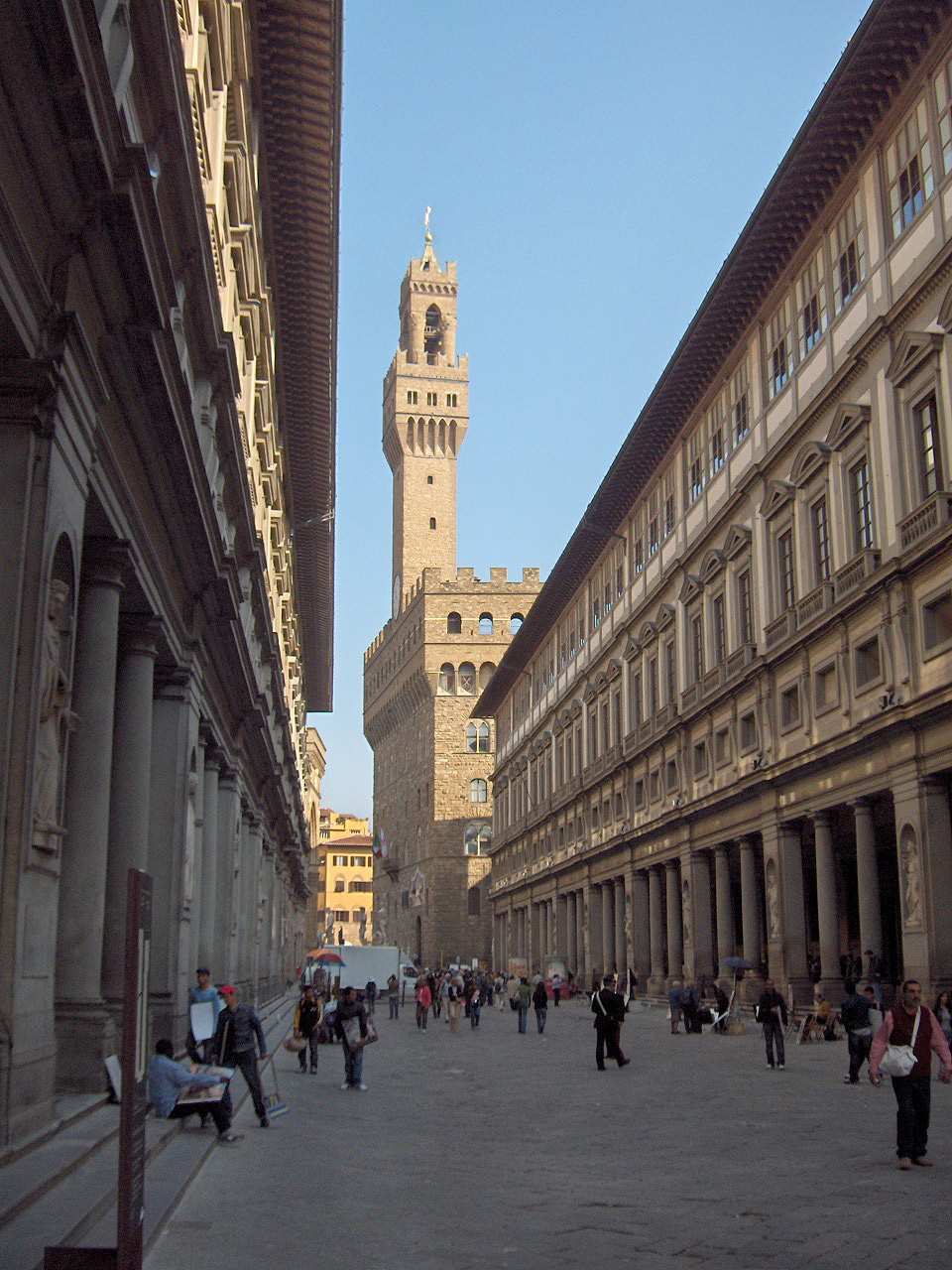
Джорджо Вазари. Лоджия Галереи Уффици. Вид на Палаццо Веккьо. Флоренция

Маньеризм в архитектуре выражен в нарушениях ренессансной целостности композиции и сбалансированности форм, использовании архитектонически не мотивированных, вызывающих у зрителя ощущение беспокойства структурных решений. Декоративные элементы недостаточно связаны со структурой здания и часто кажутся «причудливым ковром, наброшенным на фасад постройки» (определение Виппера в отношении Казино папы Пия IV в садах Ватикана; П. Лигорио, 1559—1562). К наиболее значительным достижениям архитектуры маньеризма относятся Палаццо дель Те в Мантуе (работа Джулио Романо) и Библиотека Лауренциана во Флоренции, спроектированная Микеланджело. В маньеристском духе выдержана фланкирующее здание Галереи Уффици во Флоренции лоджия Джорджо Вазари, многие постройки Бальдассаре Перуцци и Себастьяно Серлио. Одним из проявлений маньеризма в архитектуре, скульптуре и садово-парковом искусстве был сельский стиль.

## Маньеризм в литературе

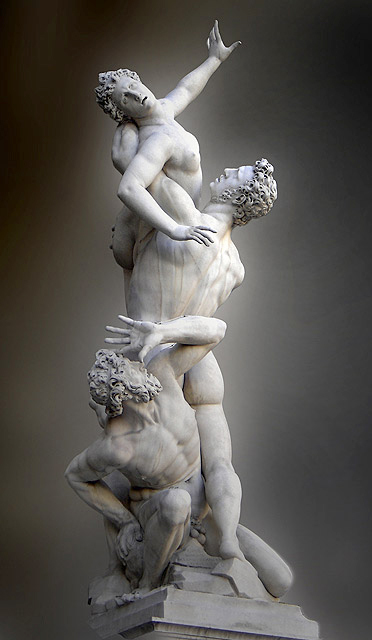
Джамболонья. Похищение сабинянок. 1574—1582. Флоренция, Лоджия деи Ланци

Чаще всего к литературному маньеризму относят произведения, для которых характерна изощрённость слога и структуры, нередко — усложнённый синтаксис, аллегорическая образность, игра контрастов (в том числе между «любовью возвышенной» и «любовью земной»). Наиболее известный пример — двухтомный роман «Эвфуэс» (1578—1580 гг.) Джона Лили, породивший термин «эвфуизм», означавший в высшей степени искусственный и вычурный стиль. В Италии влияние маньеризма заметно в творчестве Тассо и Марино; в новеллистике XVI века, включая Маттео Банделло и Джиральди Чинтио; нередко к этому стилю целиком относят творчество последователей Марино — маринистов, но в этом случае границы стиля глубоко отодвигаются в XVII век. Совершенно иная модификация стиля представлена у Пьетро Аретино, создавшего, в числе прочего, цикл скандально известных «Сладострастных сонетов», проиллюстрированных Джулио Романо. Кроме того, к литературному маньеризму тяготеет (полностью или частично) творчество столь разных писателей, как Шекспир, Донн, Марло, Драйден (в Англии); Гонгора, Сервантес, Кальдерон (в Испании); Монтень, Дю Бартас, Малерб, Спонд (во Франции). С маньеризмом обычно связывают и возникновение «смешанных» литературных жанров, таких как трагикомедия и ироикомическая поэма. Поэзия и проза маньеризма (как и живопись) частично связаны с эзотерической традицией (Джордано Бруно, Ф. Бероальд де Вервиль). В португальской литературе черты маньеризма литературоведы находят уже в творчестве Луиша де Камоэнса.

## Маньеризм в музыке
В музыке «маньеристским» считается, например, творчество итальянского композитора Карло Джезуальдо да Веноза, чьи поздние мадригалы отличает едва ли не мелодраматическая аффектация, переменчивость настроений, повышенное внимание к деталям, которые оттеняют необычная хроматическая гармония, резкие перемены в фактуре и мензуре. Понятие маньеризма в музыкознании распространяют также на период Ars subtilior (конец Ars nova), для которого характерна экстравагантная тематика (напр., несколько пьес, передающих «одурманенное» состояние курильщиков), вычурная нотация (напр., партитура с нотами разного цвета, выполненная в форме сердечка), исключительно сложная, плохо поддающаяся расшифровке запись ритма. Такая музыка получила большое распространение в Италии, Франции, Германии.

## Влияние маньеризма
В силу отмеченной внутренней противоречивости стиля влияние маньеризма было разнонаправленным. С одной стороны, он породил рафинированную прециозную культуру и предвосхитил стиль рококо; с другой — открыл в полном объёме эротизм; спиритуальное начало в маньеризме было поддержано и развито в рамках сакрального барокко. Наконец, существуют определённые переклички между произведениями маньеризма и феноменами постмодернистской культуры. Это касается и программной вторичности, подчёркнутой зависимости от «культурного багажа» предшествующих эпох.
Искусствовед Джерри Сальц выделяет такое современное художественное течение, как нео-маньеризм. По его словам, это течение XXI века было создано студентами из ряда клише как подражание классике.